# Elachista pigerella
Elachista pigerella är en fjärilsart som beskrevs av Gottlieb August Herrich-Schäffer, 1854. Elachista pigerella ingår i släktet Elachista och familjen gräsmalar, Elachistidae. Inga underarter finns listade i Catalogue of Life.